# 1361

## Události
- 25. ledna – První písemná zmínka o vsi Rychnov u Jablonce nad Nisou

### Probíhající události
- 1351–1368 – Povstání rudých turbanů

## Vědy a umění
- založení univerzity v Padově
- český hladomor (Hladová zeď na Petříně) až do roku 1362

## Narození
- 26. února – Václav IV., český král a římský císař († 16. srpna 1419)
- Karel III. Navarrský, král Navarry († 1425)
- Kateřina Visconti, vévodkyně milánská († 1404)

## Úmrtí
Česko
- ? – Hynek z Dubé, nejvyšší pražský purkrabí (* ?)

Svět
- 26. února – Vilém I. z Jülichu, hrabě z Jülichu (* kolem 1299)
- 23. března – Jindřich z Grosmontu, vévoda z Lancasteru (* cca 1310)
- 9. června – Philippe de Vitry, básník a hudební skladatel (* 31. října 1291/3)
- 17. června – Ingeborg Norská, regentka Norska a Švédska (* 1301)
- červenec – Marie z Padilly, metresa kastilského krále Petra I. (* 1334)
- 18. září – Ludvík Wittelsbašský, braniborský markrabě (* květen 1315)
- 21. listopadu – Filip I. Burgundský, vévoda burgundský (* 1346)
- 25. prosince
  - Markéta Anglická, hraběnka z Pembroke (* 20. července 1346)
  - Anežka Hlohovská, hlohovská princezna, dolnobavorská vévodkyně a titulární uherská královna (* mezi 1293–97)
- ? – Johana z Baru, regentka a hraběnka ze Surrey (* 1297)
- ? – Blanka Bourbonská, kastilská královna jako manželka Petra I. (* 1339)
- ? – Gerlach I. Nassavský, nassavský hrabě (* kolem 1285)
- ? – Johannes Tauler, německý mystik a dominikán (* asi 1300)
- ? – Roland Sicilský, levoboček sicilského krále Fridricha II. (* 1296)
- ? – Alžběta Polská, dcera polského krále Kazimíra III. (* 1326)
- ? – Anna Bavorská, bavorská vévodkyně (* 1326)

## Hlava státu
- České království – Karel IV.
- Moravské markrabství – Jan Jindřich
- Svatá říše římská – Karel IV.
- Papež – Inocenc VI.
- Anglické království – Eduard III.
- Francouzské království – Jan II.
- Polské království – Kazimír III. Veliký
- Uherské království – Ludvík I. Uherský
- Lucemburské vévodství – Václav Lucemburský
- Byzantská říše – Jan V. Palaiologos